# Садулаєв Муслім Султанович
Муслім Султанович Садулаєв (рос. Муслим Султанович Садулаев; нар. 17 жовтня 1995) — російський борець вільного стилю, срібний призер чемпіонату Європи, володар Кубку світу в командних змаганнях.

## Спортивні результати на міжнародних змаганнях

### Виступи на Чемпіонатах Європи
| Змагання                         | Збірна | Вагова категорія          | Місце  |
| -------------------------------- | ------ | ------------------------- | ------ |
| Чемпіонат Європи з боротьби 2019 | Росія  | вільна боротьба, до 57 кг | Срібло |

### Виступи на Кубках світу
| Змагання                    | Збірна | Вагова категорія | Місце  |
| --------------------------- | ------ | ---------------- | ------ |
| Кубок світу з боротьби 2019 | Росія  | команда          | Золото |

### Виступи на інших змаганнях
| Змагання                                    | Збірна | Вагова категорія          | Місце  |
| ------------------------------------------- | ------ | ------------------------- | ------ |
| Інтерконтінентальний кубок з боротьби 2017  | Росія  | вільна боротьба, до 61 кг | 19     |
| Турнір Алі Алієва 2018                      | Росія  | вільна боротьба, до 57 кг | Бронза |
| Чемпіонат Росії з боротьби 2018             | Росія  | вільна боротьба, до 57 кг | Бронза |
| Турнір Олександра Медведя 2018              | Росія  | вільна боротьба, до 57 кг | Золото |
| Кубок Ахмата Кадирова 2018                  | Росія  | команда                   | Золото |
| Турнір Аланії з боротьби 2018               | Росія  | вільна боротьба, до 57 кг | 5      |
| Гран-прі «Іван Яригін» 2019                 | Росія  | вільна боротьба, до 57 кг | Золото |
| Чемпіонат Росії з боротьби 2019             | Росія  | вільна боротьба, до 57 кг | Срібло |
| Міжнародний турнір Дінмухамеда Кунаєва 2019 | Росія  | вільна боротьба, до 57 кг | 7      |
| Гран-прі «Іван Яригін» 2020                 | Росія  | вільна боротьба, до 65 кг | 25     |
| Чемпіонат Росії з боротьби 2020             | Росія  | вільна боротьба, до 57 кг | Бронза |

### Виступи на змаганнях молодших вікових груп
| Змагання                                     | Збірна | Вагова категорія          | Місце |
| -------------------------------------------- | ------ | ------------------------- | ----- |
| Чемпіонат світу з боротьби серед молоді 2018 | Росія  | вільна боротьба, до 57 кг | 8     |